# Sebastián Beltrame
Pour les articles homonymes, voir Beltrame.
Sebastián Beltrame Bouzas, né à Montevideo le 13 octobre 1973, est un producteur, réalisateur et animateur de télévision uruguayen, spécialisé dans les reportages de voyages autour du monde.

## Biographie
Fils d'une mère espagnole et d'un père uruguayen, il étudie durant sa jeunesse l'architecture à l'Université de la République. En 2001, il réalise un tour du monde en tant que voyage d'études universitaires. Il y développe un style narratif et cinématographique inclusif, considéré novateur pour l'époque, désormais utilisé dans les programmes de télévision ayant pour sujet le tourisme et les voyages et par les influenceurs contemporains (il utilise particulièrement YouTube), notamment grâce à son émission En Foco. Il travaille pour la chaîne de télévision Monte Carlo TV (Canal 4 en Uruguay). 
En 2018 et 2019, il produit le programme A la cancha, 12 semanas formando campeones, avec notamment les joueurs de football Álvaro Recoba, Antonio Pacheco, Andrés Fleurquin de la sélection uruguayenne de foot, avec le quotidien El País.
Il se proclame être la première personne à effectuer un voyage, en août 2020, passant par l'Amérique, l'Europe et l'Asie lorsque les frontières du monde sont fermées durant la pandémie de Covid-19. Il proclame aussi être le premier étranger à accéder aux laboratoires et usines du vaccin contre la Covid-19 en Russie,. L'Université ORT, en Uruguay, lui délivre en 2021 une récompense par rapport à ce travail.
Durant sa carrière, il participe également à deux missions avec les forces de maintien de la paix de l'Organisation des Nations unies.
Dans le domaine maritime, il navigue quatre fois à bord du Capitán Miranda de l'Armée nationale de l'Uruguay et est membre de l'équipage en trois occasions dans la Tall Ships' Races en obtenant le premier poste de la Classe A de la régate des Bermudes à Charleston. 
En 2024, il lance l'émission Renovación total: la casa de tus sueños, la version vénézuélienne des Maçons du cœur. 

## Vie privée
Sebastián Beltrame est marié à Leticia Morales depuis 2013. Ils ont deux enfants. 